# Tub LED

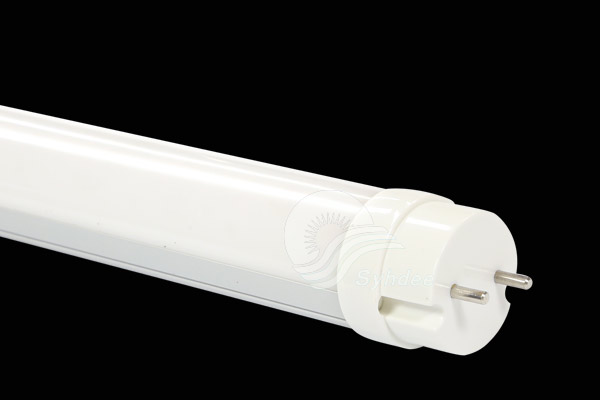
Tub LED

Un tub LED és un llum LED dissenyat amb un format que es pugui utilitzar com a substitut dels tubs fluorescents tradicionals. Els tubs LED s'adapten als sòcols i accessoris dels tubs fluorescents de gas tradicionals, però, gràcies a l'ús de LEDs, duren més i redueixen el consum d'electricitat.

## Construcció del tub LED

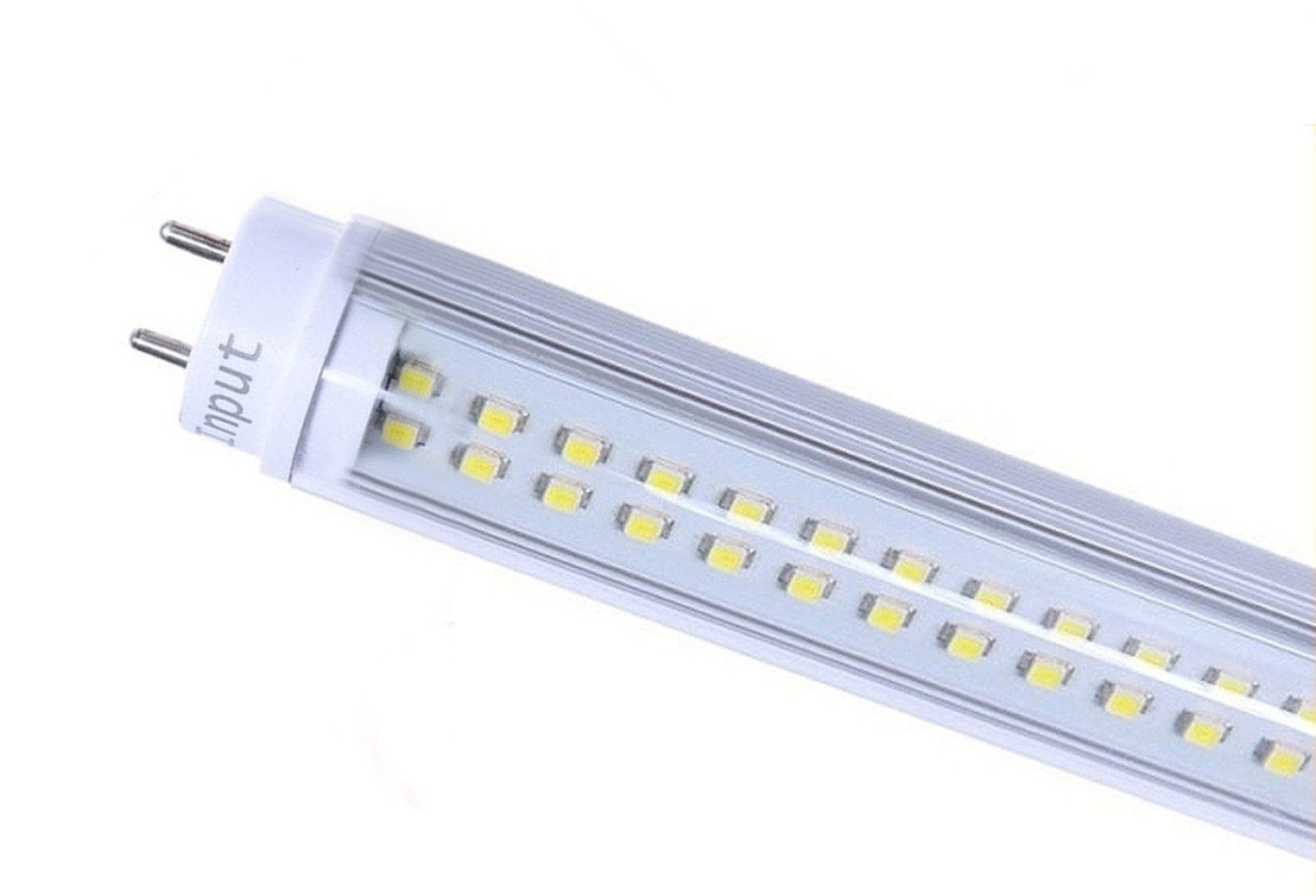
Extrem marcat Input d'un Tub LED amb díodes SMD

En la majoria dels casos, els tubs LED utilitzen una tira de díodes muntada al llarg d'una carcassa d'alumini que actua de refrigerador. Com a resultat, no només s'aconsegueix l'efecte d'il·luminació, com en una làmpada fluorescent lineal tradicional, sinó que també es garanteix una transmissió uniforme de la calor a la carcassa.
La carcassa d'un tub fluorescent varia segons el model, però es poden distingir tres tipus bàsics de carcasses.
- Carcasses de vidre: els tubs LED fabricats amb aquesta tecnologia són els tubs fluorescents lineals més clàssics en termes d'aparença. La seva producció és la més barata, fet que es tradueix en el preu final d'aquest tipus de tubs fluorescents. El disseny fa que l'angle d'il·luminació sigui fins a 280 graus, el que fa que aquest tipus de carcassa sigui més adequat per al muntatge a baixes altures i lluminàries amb reflector. Lamentablement, aquest tipus de carcassa té un desavantatge greu, que és la sensibilitat al dany mecànic. De la mateixa manera que a les tubs fluorescents de gas clàssics, la carcassa es pot trencar, i així es poden tenir problemes en el seu transport i ús
- Carcasses d'alumini: que s'utilitzen principalment en tubs fluorescents d'alta potència, es fabriquen sobre una carcassa d'alumini amb una part per a la transmissió de la llum. Com que l'alumini és un bon conductor de la calor, l'ús d'un gran dissipador de calor d'aquest tipus permet emprar díodes de gran potència) L'angle d'il·luminació també es redueix (generalment no és superior als 120 graus), permetent el muntatge a altures més altes. Malauradament, les carcasses d'aquest tipus són les més cares, pel cost de la matèria primera, l'alumini.
- Carcasses de polímers: en l'actualitat, és la solució popular, s'utilitza una carcassa feta de polímers irrompibles com el policarbonat. Tenen tots els avantatges de els tubs fluorescents de vidre amb un avantatge addicional, l'augment de la resistència als danys mecànics. Els tubs fluorescents no es trenquen, de manera que es poden utilitzar, per exemple, en àrees d'accés públic, com botigues, grans magatzems, etc. Són més cars que els tubs de vidre, però els seus avantatges convencen a un nombre creixent de fabricants.

## Tipus de tubs LED
Atès que els tubs LED s'utilitzen com a substituts dels tubs fluorescents de gas tradicionals, els seus tipus i mides es basen en les solucions utilitzades en aquests tubs tradicionals. Al mercat, es poden trobar tubs fluorescents de dues cares i d'una sola cara. Els tubs fluorescents de doble cara són totalment compatibles amb la il·luminació de 360° dels tubs fluorescents convencionals, però els més corrents són els d'una sola cara, i amb ells cal tenir en compte l'orientació del feix de llum, que és més estret.
Resumint, amb els tubs LED s'utilitzen les mateixes designacions clàssiques. Les solucions més populars per als tubs LED són:
T5: Tub LED amb un diàmetre de 16 mm. Equipat amb un sòcol G5, un cilindre amb dos pins.
T8: Tub LED amb un diàmetre de 26 mm. (El tipus més popular) Equipat amb un sòcol G13 (versió més gran del sòcol G5)
T12: Tub LED amb un diàmetre de 36 mm. (El tipus més rar) Equipat amb el mateix sòcol que els tubs fluorescents T8 => el sòcol G13.

### Norma
La norma EN 62776 de tubs LED es basa en la norma internacional IEC 62776 "Double-capped LED lamps designed to retrofit linear fluorescent lamps – Safety Specification" - (làmpades LED de doble caputxó dissenyades per substituir llums fluorescents lineals - Especificacions de seguretat), que s'aplica als tubs LED compatibles tant amb ballast tant magnètic electrònic.

### Connectors
Entre altres, el més corrent és un tipus de connectors que van directes a 220 V (fase i neutre) tot i que sempre tenen 2 potetes a cada extrem del cilindre, hi ha dues possibilitats de connexió de les potes:
- Opció I (SEP): Les dues potetes d'un extrem (en curtcircuit), "son falses" (no cablejades), les dues de l'altre extrem (marcat INPUT) es connecten a fase i neutre
- Opció II (DEP): Les dues potetes (en curtcircuit) d'un extrem es connecten a la fase i les dues potetes (en curtcircuit) de l'altre extrem van al neutre.

Nota: L'Opció II no es recomana, i tot i que és difícil de trobar al mercat si no és en restes de sèrie, a l'hora de canviar un tub LED, cal verificar de quin tipus de tub es tracta, comparant amb un tester el vell i el nou, ja que altrament hi pot haver problemes.

## Cablejat dels tubs LED

Instal·lació d'un tub LED

La instal·lació de tubs LED canvia significativament en funció del tipus de tub que s'utilitzi. N'hi ha que tenen més avantatges per a les noves instal·lacions, i d'altres "Plug-n-Play", on no cal modificar el cablejat de les antigues lluminàries fluorescents.Per a instal·lacions noves la solució més popular emprada en el muntatge de tubs LED és l'alimentació directa a 220V, també coneguda com a Muntatge "Tipus-B", amb convertidor intern. i, és la solució més econòmica en ser sense reactància.
- Muntatge tipus B.- Amb inversor integrat en el tub i funcionant sense reactància directa a 220V. Actualment,[Quan?] és el muntatge més usat amb l'alimentació per un dels extrems (si es tracta d'un tub SEP), on els cables de fase i neutre estan connectats a les potetes d'aquest costat. L'altre sòcol no està connectat i s'utilitza principalment per suportar físicament el tub LED, té les potes en curtcircuit que serveix per tancar el circuit en el cas d'un muntatge Tipus A - "Plug-n-Play"). Pros: l'absència de reactància (la reactància s'elimina), significa un estalvi d'energia que no es perd en la reactància, Contres: preu més elevat del muntatge (cal re-cablejar la instal·lació).

A part del muntatge tipus B, hi ha: 
- Muntatge tipus A - "Plug-n-Play".- Amb inversor integrat en el tub, i funcionant amb la reactància, Aquest muntatge "Plug-n-Play", té una instal·lació molt fàcil compatible amb el tub fluorescent antic. Només cal treure el tub vell i reemplaçar-lo amb el tub LED, juntament amb el fusible que substitueix el cebador. És una solució molt econòmica, ja que elimina la necessitat de tornar a passar cables dins la caixa de la lluminària. A causa de l'enorme varietat de balasts electrònics disponibles al mercat, molts fabricants han realitzat proves de compatibilitat i han fet un llistat complet de balasts compatibles amb els seus propis tubs LED. Pros: és molt fàcil de muntar en instal·lacions antigues. Contres: el cost per unitat, apart de que el consum d'energia s'incrementa amb el consum la reactància, i el fet que el tub LED no s'encén si aquesta falla
- Muntatge tipus C.- Amb inversor extern, (emprant uns tubs LED més recents i més cars.) Es basa en un principi de funcionament semblant al del tipus B. Pros: la instal·lació és més segura, ja que es subministra una baixa tensió a les potetes, transformada pel convertidor extern (com l'antic bal·last). És una bona opció per a instal·lacions petites, quan l'objectiu principal no és el temps d'inactivitat durant la instal·lació i dona la major reducció en el corrent consumit. Contres: S'utilitza molt poques vegades a causa del preu més elevat i complexitat del muntatge (cal re-cablejar la instal·lació amb problemes en la ubicació del convertidor extern a la lluminària).

- Muntatge híbrid, que combina el tipus A i el tipus B. És una solució molt costosa, que els fabricants pràcticament no utilitzen.

## Avantatges dels tubs LED vs. tubs fluorescents
A part de l'estalvi energètic, els tubs LED tenen una sèrie d'avantatges que els ajuden a superar els seus homòlegs de gas. En primer lloc, no contenen compostos de mercuri, el que els fa més ecològics en el seu reciclatge. En combinació amb l'ús de tubs de policarbonat o d'alumini que no es trenquen, és un substitut ideal en llocs públics com ara magatzems d'aliments, hospitals i aparcaments, amb la capacitat de triar el to de blanc més adequat a l'entorn. A més a més, tenen tots els avantatges de la il·luminació LED, com la llum dirigida, la baixa radiació UV, i la seva llarga vida.